# Кипар на Зимским олимпијским играма 1980.
Кипар је први пут по пријему у МОК 1978. учествовао на Зимским олимпијским играма 1980. у Лејк Плесиду, САД. Кипарска делегација састојала се од троје такмичара који су се такмичили у 4 дисциплине једног спорта.
Кипарски олимпијски тим није освојио ниједну олимпијску медаљу.
Заставу Кипра на свечаном отварању Олимпијских игара 1980. носио је алпски скијаш Андреас Пилавакис.

## Учесници по спортовима
| Спорт          | Мушкарци | Жене | Укупно |
| -------------- | -------- | ---- | ------ |
| Алпско скијање | 2        | 1    | 3      |
| Укупно(1)      | 2        | 1    | 3      |

## Резултати

### Алпско скијање
Жене
| Такмичар        | Дисциплина | Трка 1                  | Трка 1                  | Трка 2                  | Трка 2                  | Укупнп                  | Укупнп                  | Детаљи |
| Такмичар        | Дисциплина | Време                   | Поз.                    | Време                   | Поз.                    | Време                   | Поз. (учес)             | Детаљи |
| --------------- | ---------- | ----------------------- | ----------------------- | ----------------------- | ----------------------- | ----------------------- | ----------------------- | ------ |
| Лина Аристодиму | велеслалом | 1:39,78                 | 40                      | 1:57,07                 | 33                      | 3:36,85                 | 33 / 35 (48)            |        |
| Лина Аристодиму | слалом     | Није завршила 1. вожњу. | Није завршила 1. вожњу. | Није завршила 1. вожњу. | Није завршила 1. вожњу. | Није завршила 1. вожњу. | Није завршила 1. вожњу. |        |

Мушкарци
| Такмичар              | Дисциплина | Трка 1  | Трка 1 | Трка 2                 | Трка 2                 | Укупнп                 | Укупнп                 | Детаљи |
| Такмичар              | Дисциплина | Време   | Поз.   | Време                  | Поз.                   | Време                  | Поз. (учес)            | Детаљи |
| --------------------- | ---------- | ------- | ------ | ---------------------- | ---------------------- | ---------------------- | ---------------------- | ------ |
| Philippos Xenophontos | велеслалом | 1:49,52 | 63     | 1:48,57                | 53                     | 3:38,09                | 54 / 54 (78)           |        |
| Андреас Пилавакис     | велеслалом | 1:44,92 | 62     | Није завршио 2. вожњу. | Није завршио 2. вожњу. | Није завршио 2. вожњу. | Није завршио 2. вожњу. |        |
| Андреас Пилавакис     | слалом     | 1:30,64 | 42     | 1:23,78                | 37                     | 2:54,42                | 37 / 37 (79)           |        |
| Philippos Xenophontos | слалом     | 1:25,19 | 41     | 1:18,97                | 36                     | 2:44,16                | 36 / 37 (79)           |        |